# Uenoites jiuhecola
Uenoites jiuhecola is een keversoort uit de familie van de loopkevers (Carabidae). De wetenschappelijke naam van de soort werd voor het eerst geldig gepubliceerd in 2015 door Deuve en Kavanaugh als Queinnectrechus jiuhecola.